# Viva la Vida
"Viva la Vida" er den anden single fra Coldplays album Viva la Vida or Death and All His Friends. Singlen blev lanceret den 7. maj 2008 og er bandets største hit nogensinde med hitlisteførstepladser i både Storbritannien og USA.
Den vandt en Grammy Award for årets sang i 2009.
Sangen er beskyldt for at være et plagiat af Joe Satrianis sang "If I Could Fly".

## Musikvideoer
Den officielle musikvideo til "Viva la Vida" blev instrueret af Hype Williams og fik premiere på Coldplays officielle hjemmeside den 1. august 2008. Videoen viser bandet, der optræder mod en sløret og skæv version af Eugène Delacroix' maleri La Liberté guidant le peuple. Siden udgivelsen er "Viva La Vida"-videoen blevet en af de mest besøgte musikvideoer på YouTube, med over 70.000.000 views over hele verden.
En anden alternativ video blev optaget i Haag i Holland, instrueret af Anton Corbijn og udgivet sammen med den første. Denne anden version er en hyldest til Corbijns video til Depeche Modes "Enjoy the Silence" og skildrer Chris Martin som kongen, fra hvis perspektiv sangen bliver sunget. 